# Niedergösgen
Niedergösgen é uma comuna da Suíça, no Cantão Soleura, com cerca de 3.781 habitantes. Estende-se por uma área de 4,33 km², de densidade populacional de 873 hab/km². Confina com as seguintes comunas: Däniken, Gretzenbach, Lostorf, Niedererlinsbach, Obergösgen, Schönenwerd, Stüsslingen.
A língua oficial nesta comuna é o Alemão.

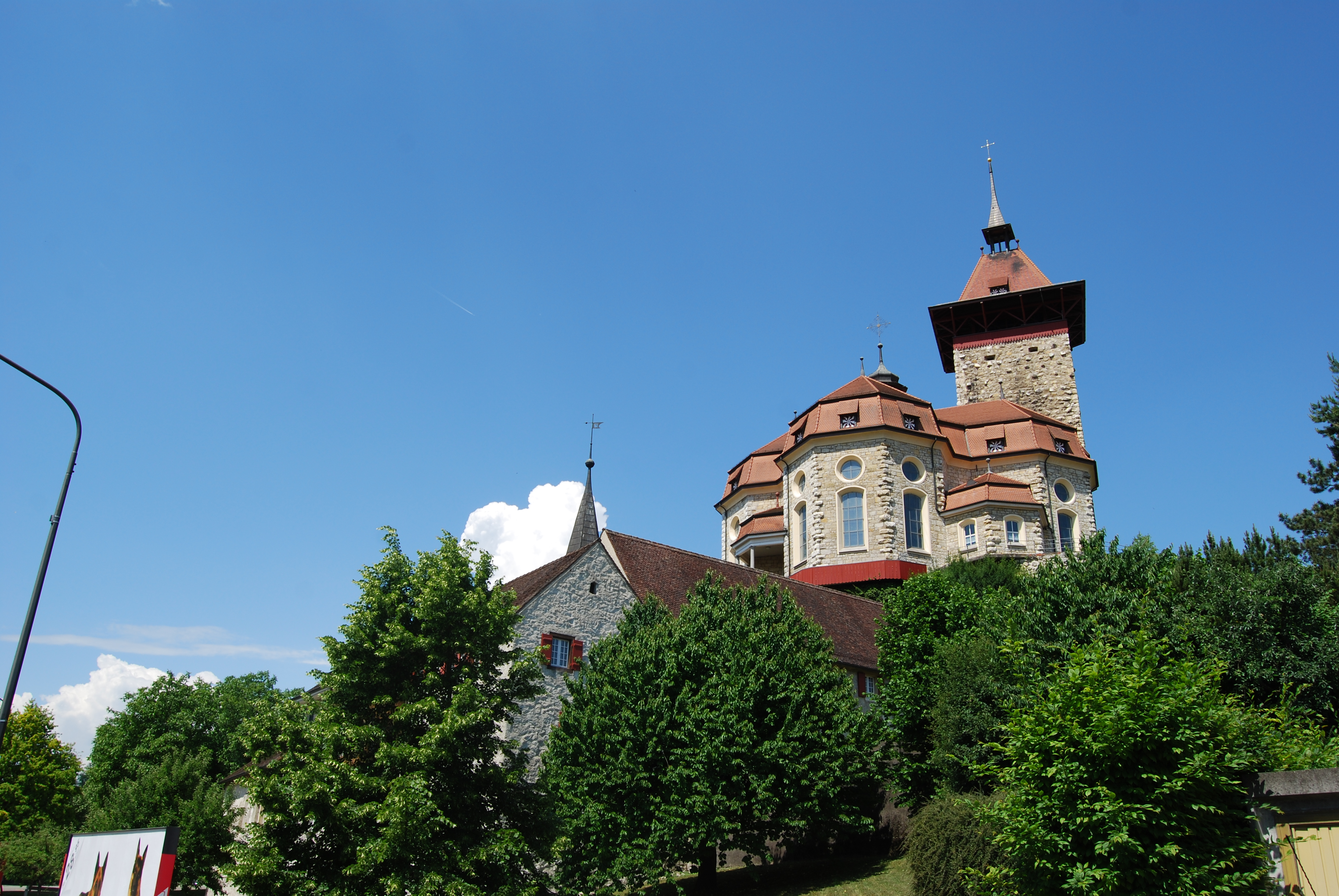
Niedergösgen